# Robert Skibniewski
Robert Skibniewski, né le 19 juillet 1983, à Bielawa, en Pologne, est un joueur polonais de basket-ball. Il évolue au poste de meneur.

## Palmarès
- Coupe de Pologne 2004, 2005, 2011